# Kaukaska Armia Wyzwoleńcza
Kaukaska Armia Wyzwoleńcza (niem. Kaukasische Befreiungsarmee ros.) – planowana formacja wojskowa złożona z mieszkańców Kaukazu sprzymierzona z siłami zbrojnymi III Rzeszy pod koniec II wojny światowej.
W poł. marca 1945 r. Azerbejdżański, Armeński, Gruziński i Północnokaukaski Sztaby Łącznikowe zostały przekształcone w Komitet Kaukaski. Było to inicjatywą Głównego Urzędu SS i Ministerstwa Rzeszy do Spraw Okupowanych Terytoriów Wschodnich. Początkowo pojawił się problem stosunku do Komitetu Wyzwolenia Narodów Rosji gen. Andrieja A. Własowa, który zamierzał podporządkować sobie kolaboracyjne oddziały kaukaskie w służbie niemieckiej. Ostatecznie jednak pod wpływem Niemców gen. A. A. Własow zgodził się uznać Komitet Kaukaski za oddzielną i samodzielną organizację, będącą sojusznikiem w walce z Sowietami. Komitet postawił stronie niemieckiej główne żądanie skoncentrowania wszystkich jeńców wojennych - czerwonoarmistów pochodzenia kaukaskiego w jednym obozie zbiorczy, aby mogli oni służyć jako materiał wojenny do formowania poszczególnych oddziałów i jednostek wojskowych planowanej Kaukaskiej Armii Wyzwoleńczej. Trzon przyszłej formacji miały stanowić oddziały, które działały już w składzie niemieckich sił zbrojnych, tj.:
- Wschodnioturecki Związek Bojowy Waffen-SS,
- bataliony Legionu Gruzińskiego, Legionu Azerbejdżańskiego, Legionu Armeńskiego i Legionu Północnokaukaskiego,
- pomocnicze oddziały budowlane i transportowe.

Komitet chciał także utworzenia kaukaskiej szkoły oficerskiej, skoncentrowania w rękach Komitetu Kaukaskiego spraw propagandowych i utworzenia przy nim niemieckiego sztabu łącznikowego. Wszystkie działania przerwała jednak kapitulacja III Rzeszy 8/9 maja 1945 r.